# Энайм
Эна́йм (фр. Hoenheim [(ʔ)ønaɪm) — коммуна на северо-востоке Франции в регионе Гранд-Эст (бывший Эльзас — Шампань — Арденны — Лотарингия), департамент Нижний Рейн, округ Страсбур, кантон Энайм. До марта 2015 года коммуна административно входила в состав упразднённого кантона Бишайм (округ Страсбур-Кампань).
Площадь коммуны — 3,42 км², население — 10 616 человек (2006) с тенденцией к стабилизации: 11 028 человек (2013), плотность населения — 3224,6 чел/км².

## Население
Население коммуны в 2011 году составляло 10 942 человека, в 2012 году — 11 031 человек, а в 2013-м — 11 028 человек.
| 1962 | 1968 | 1975 | 1982  | 1990  | 1999  | 2006  | 2008  | 2011  | 2012  | 2013  |
| ---- | ---- | ---- | ----- | ----- | ----- | ----- | ----- | ----- | ----- | ----- |
| 3787 | 4505 | 8589 | 10432 | 10566 | 10726 | 10616 | 10474 | 10942 | 11031 | 11028 |

Динамика населения:

## Экономика
В 2010 году из 6857 человек трудоспособного возраста (от 15 до 64 лет) 5010 были экономически активными, 1847 — неактивными (показатель активности 73,1 %, в 1999 году — 72,0 %). Из 5010 активных трудоспособных жителей работали 4416 человек (2192 мужчины и 2224 женщины), 594 числились безработными (310 мужчин и 284 женщины). Среди 1847 трудоспособных неактивных граждан 639 были учениками либо студентами, 799 — пенсионерами, а ещё 409 — были неактивны в силу других причин.

## Достопримечательности (фотогалерея)

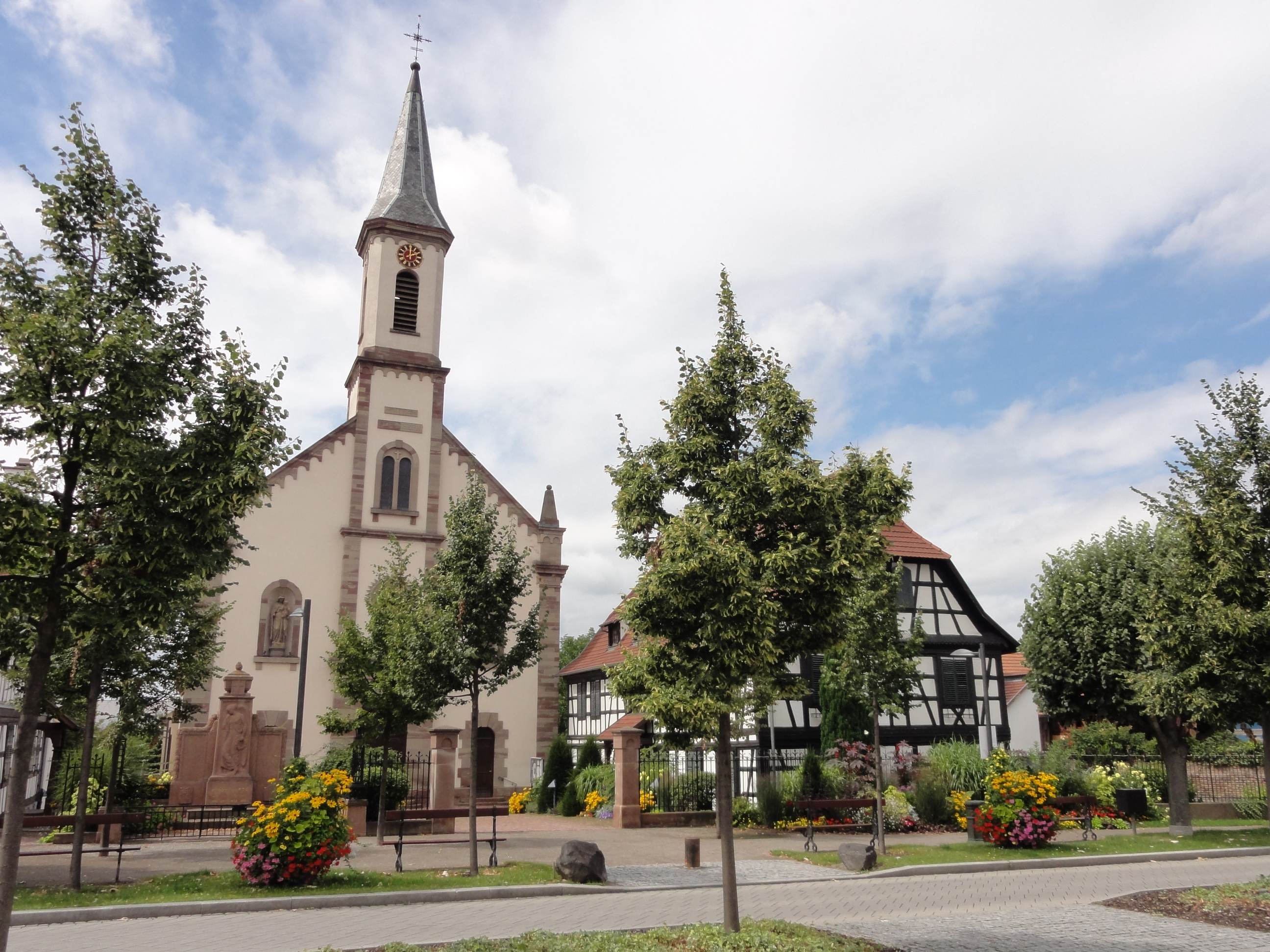
Церковь
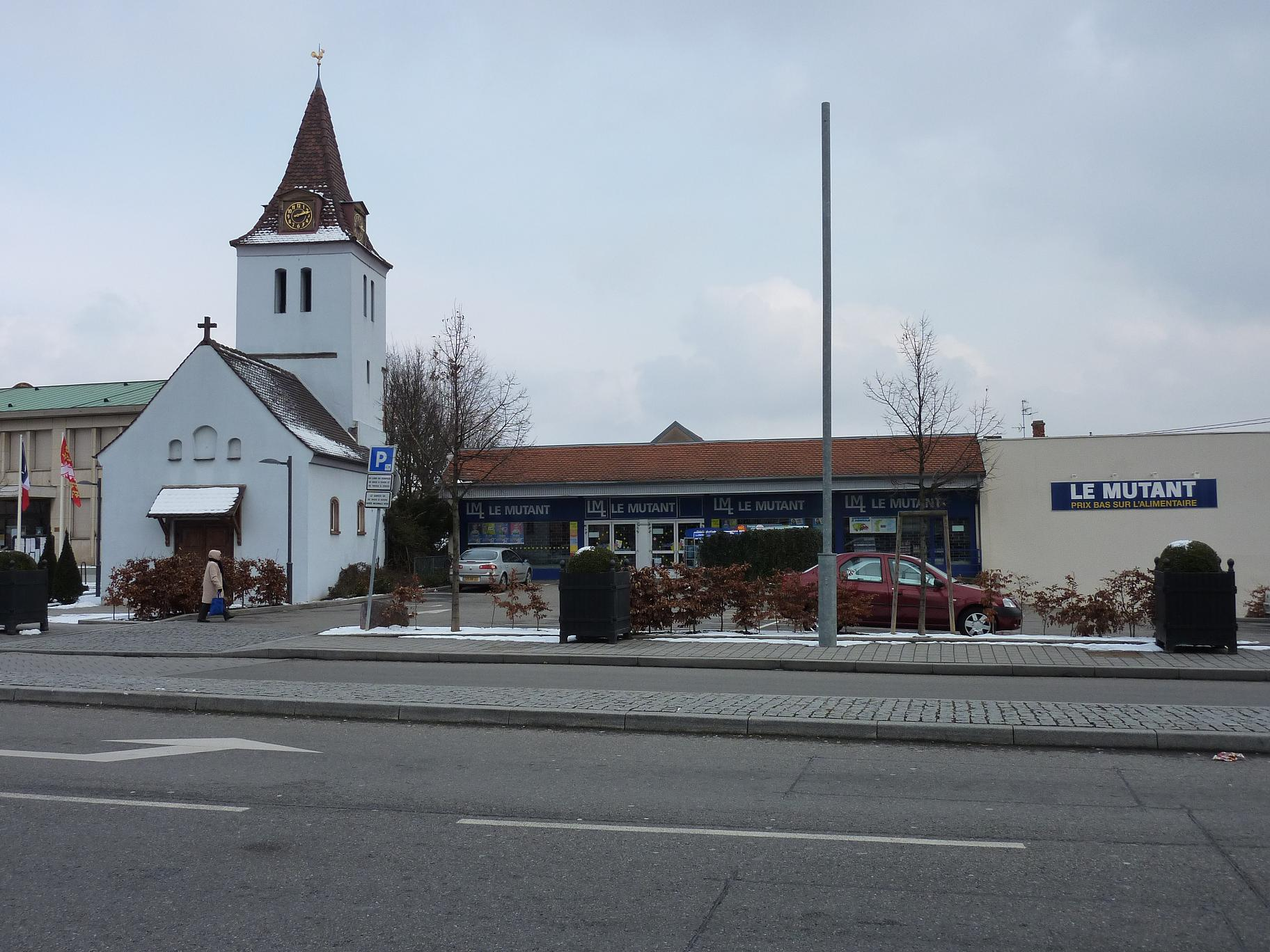
Часовня